# Rondeletia pallida
Rondeletia pallida är en måreväxtart som beskrevs av Nathaniel Lord Britton. Rondeletia pallida ingår i släktet Rondeletia och familjen måreväxter. Inga underarter finns listade i Catalogue of Life.